# Whistle (banda)
Whistle foi um grupo americano de hip hop e R&B dos anos 1980, composto por Jazzy Jazz, Kool Doobie e DJ Silver Spinner. Posteriormente o grupo incluiu Kraze e depois Terk após Kool Doobie deixar o grupo para tentar carreira solo. Seu maior hit no mercado do  hip hop foi "(Nothing Serious) Just Buggin’" em 1986. Os dois primeiros álbuns do grupo, Whistle, lançado em 1986 e Transformation, lançado em  1988, foram produzidos por Kangol Kid do grupo UTFO e o DJ Howie Tee. Whistle lançou um terceiro álbum, Always and Forever, em 1990, também produzido por Kangol Kid e um quarto álbum, Get The Love, em 1992.
Após o lançamento de seu segundo álbum, o grupo deixou de lado o hip-hop apresentando um som R&B ("Barbara's Bedroom" (1987), "Bad Habit" (1990)) e baladas românticas, incluindo "Chance For Our Love" (1986), "Please Love Me" (1986), "Still My Girl" (1987) e "Right Next To Me" (1988). Os maiores sucessos R&B do grupo foram uma cover do grupo Heatwave, "Always and Forever" (1990) e "If You Don't Say" (1992). O grupo então se desfez, com Jazzy Jazz formando um novo grupo chamado G.H.P. (Group Home Productions) com Free Daydreamer do grupo  Entouch e Will Skillz do grupo Pure Blend. Terk se envolveu com política enquanto ainda continua a se apresentar..

## Discografia

### Álbuns
- Whistle (1986)
- Transformation (1988)
- Always & Forever (1990)
- Get The Love (1992)
- The Best Of Whistle (1995)

### Singles
| Ano  | Canção                           | EUA     | EUA | EUA   | UK | Álbum                  |
| Ano  | Canção                           | Hot 100 | R&B | Dance | UK | Álbum                  |
| ---- | -------------------------------- | ------- | --- | ----- | -- | ---------------------- |
| 1986 | "(Nothing Serious) Just Buggin'" | —       | 17  | 18    | 7  | Whistle                |
| 1986 | "Santa Is a B-Boy"               | —       | —   | —     | —  | Live At The North Pole |
| 1986 | "Please Love Me"                 | —       | —   | —     | —  | Whistle                |
| 1987 | "Barbara's Bedroom"              | —       | 31  | —     | —  | Whistle                |
| 1988 | "Falling in Love"                | —       | 41  | —     | —  | Transformation         |
| 1988 | "Still My Girl"                  | —       | 95  | —     | —  | Transformation         |
| 1989 | "Transformation"                 | —       | —   | —     | —  | Transformation         |
| 1989 | "Right Next to Me"               | 60      | 52  | —     | —  | Transformation         |
| 1990 | "Bad Habit"                      | —       | 40  | 13    | —  | Always And Forever     |
| 1990 | "Always and Forever"             | 35      | 9   | —     | —  | Always And Forever     |
| 1991 | "Do You Care?"                   | —       | 69  | —     | —  | Always And Forever     |
| 1992 | "I Am"                           | —       | 92  | —     | —  | Get The Love           |
| 1992 | "If You Don't Say"               | —       | 53  | —     | —  | Get The Love           |